# Sokół Pniewy
El Sokół Pniewy es un equipo de fútbol de Polonia que juega en la V Liga, la sexta división nacional. Jugó en la Ekstraklasa en cuatro temporadas en los años 1990.

## Historia
Fue fundado en la primavera de 1945 en la ciudad de Pniewy con el Pniewski Sports Club (PKS). Andrzej Borowiec se convirtió en el presidente de la primera junta directiva. En 1948, el equipo PKS se unió a POZPN y pasa a llamarse Spółdzielnia Inwalidów "Postęp", participó en las competiciones de clase C, y al año siguiente fue ascendido a la clase B. En 1956 la fusión fue liquidada y, en el otoño del mismo año, los activistas de Pniewy establecieron al LZS (Equipo deportivo popular) Sokół. El equipo de fútbol de Sokoł tuvo que empezar de nuevo en la competición de clase C. Duró hasta la temporada 1981/82, año en que el equipo de Pniewy debutó en la clase B después de muchos años. El ascenso a la clase A se obtuvo tras la temporada 1988/89. Después de un año, bajo el nombre de KS "Sokół- Elektromis ", el equipo luchó en la clase del distrito y fue ascendido aún más. Sokół pasó dos temporadas (1989/90 y 1990/91) en la 3.ª liga y después de los play-offs con Gwardia Koszalin fue ascendido a la 2.ª liga. Como resultado de un trabajo intensivo y varias medidas organizativas (incluidas las transferencias de jugadores famosos), el equipo Sokoł-Elektromis fue ascendido a la primera liga junto con el Warta Poznań después de un año. Durante dos años, en la temporada 1993/94 como TS Tygodnik Miliarder, y en la temporada 1994/95 como KS Sokół SA., el equipo de Pniewy jugó en la primera liga, ocupando la décima posición dos veces.
Antes de la inauguración de la nueva temporada se fusiona con el GKS Tychy, el equipo se trasladó a Tychy, donde inicialmente actuó bajo el nombre de Sokół Pniewy en Tychy, y luego, desde el 9 de enero de 1996 como Sokół Tychy, mientras que Pniewy pasaría a ser el filial que juega en la 4.ª liga. Sokół Tychy fue retirado del torneo después de la jornada 26 de la temporada 1996/97 en la liga.

## Nombres anteriores
- 1945 – Sokól Pniewy
- 1992 – Sokól-Elektromis Pniewy
- 1993 – Tygodnik Miliarder Pniewy
- 1994 – Miliarder Pniewy
- 1995 – Sokól Pniewy/Tychy (fusión con el GKS Tychy)
- 1996 – Sokól Tychy
- 1997 – Sokól Pniewy